# Spicara alta
Spicara alta är en fiskart som först beskrevs av Osório, 1917.  Spicara alta ingår i släktet Spicara och familjen Centracanthidae. Inga underarter finns listade i Catalogue of Life.